# Plummer Lott
Plummer E. Lott (Jackson, Misisipi; 11 de diciembre de 1945) es un exjugador de baloncesto estadounidense que disputó dos temporadas en la NBA. Con 1,96 metros de estatura, jugaba en la posición de escolta. En la actualidad es juez de la Corte Suprema de Nueva York.

## Trayectoria deportiva

### Universidad
Jugó durante tres temporadas con los Redhawks de la Universidad de Seattle, en las que promedió 9,1 puntos y 6,2 rebotes por partido.

### Profesional
Fue elegido en la quincuagésimo cuarta posición del Draft de la NBA de 1967 por Seattle SuperSonics, con los que jugó dos temporadas, siempre somo una de las últimas opciones del banquillo. La más destacada fue la primera, en la que promedió 2,5 puntos y 2,1 rebotes por partido.

## Estadísticas de su carrera en la NBA

### Temporada regular
| Temporada | Edad | Equipo              | Liga | P  | TIT | MIN  | TC  | TCA | %TC  | 3P | 3PA | %3P | TL  | TLA | %TL  | R.OF. | R.DEF. | REB | ASIS | ROB | TAP | PER | FP  | PTS |
| 1967-68   | 22   | Seattle SuperSonics | NBA  | 44 |     | 10.9 | 1.0 | 3.4 | .311 |    |     |     | 0.4 | 0.7 | .613 |       |        | 2.1 | 0.8  |     |     |     | 1.5 | 2.5 |
| 1968-69   | 23   | Seattle SuperSonics | NBA  | 23 |     | 7.0  | 0.7 | 2.9 | .258 |    |     |     | 0.1 | 0.2 | .400 |       |        | 1.3 | 0.3  |     |     |     | 0.4 | 1.6 |
| Total     |      |                     | NBA  | 67 |     | 9.5  | 0.9 | 3.2 | .294 |    |     |     | 0.3 | 0.5 | .583 |       |        | 1.8 | 0.6  |     |     |     | 1.1 | 2.2 |

## Vida posterior
Tras dejar el baloncesto profesional, desarrolló su carrera de abogado hasta convertirse en juez de la Corte Suprema de Nueva York. Uno de los casos por el que es más conocido es el de David Hampton, que estafó cientos de miles de dólares haciéndose pasar por el hijo de Sidney Poitier, caso que inspiró la película Seis grados de separación.